# 松本昌子
松本 昌子（まつもと まさこ）は日本の舞台女優。元・劇団四季所属。

## 人物
高校の時に演劇科でミュージカルの基礎を学ぶ。
2002年、劇団四季の研究所に入所する。初舞台は『ライオンキング』のシェンジ役である。CD『ライオンキング 劇団四季 2011年新録音版』でシェンジ役のレコーディングも担当している。
2013年、四季を退団。

## 出演作品

### 舞台
- ライオンキング（アンサンブル 5枠、シェンジ）
- ミュージカル南十字星（アンサンブル）
- アイーダ（ネヘブカ）
- ウィキッド（アンサンブル9枠）
- ガンバの大冒険（マンプク）

### CD
ライオンキング 劇団四季 2011年新録音